# وال، لوکزامبورگ
وال (به لوکزامبورگی: Wal) یک شهرداری در استان ردانژ کشور دوک‌نشین لوکزامبورگ است که ۱۹٫۷۴ کیلومترمربع مساحت دارد و جمعیت آن در سال ۲۰۱۱ میلادی ۸۴۶ نفر بوده‌است.

## بخش‌ها
این شهرداری دارای شش بخش زیرمجموعه می‌باشد.
- براترت (Brattert)
- بوشروت (Buschrodt)
- گرولز (Grevels)
- هایسپلت (Heispelt)
- کوبورن (Kuborn)
- وال (Wahl) مرکز

## آمار جمعیت
تاریخچه رشد جمعیت این شهرداری در جدول زیر آمده‌است  :
| سال  | جمعیت |
| ---- | ----- |
| ۱۸۲۱ | ۷۶۷   |
| ۱۸۵۱ | ۱۳۷۰  |
| ۱۸۸۰ | ۱۱۳۵  |
| ۱۹۱۰ | ۹۵۷   |
| ۱۹۳۵ | ۸۰۱   |
| ۱۹۴۷ | ۶۹۰   |
| ۱۹۶۰ | ۶۶۸   |
| ۱۹۷۰ | ۵۴۹   |
| ۱۹۸۱ | ۵۵۰   |
| ۱۹۹۱ | ۵۷۵   |
| ۲۰۰۱ | ۷۰۰   |
| ۲۰۰۴ | ۷۲۸   |
| ۲۰۰۷ | ۷۵۷   |
| ۲۰۱۰ | ۸۵۰   |
| ۲۰۱۱ | ۸۴۶   |